# Парад на Красной площади 7 ноября 1941 года

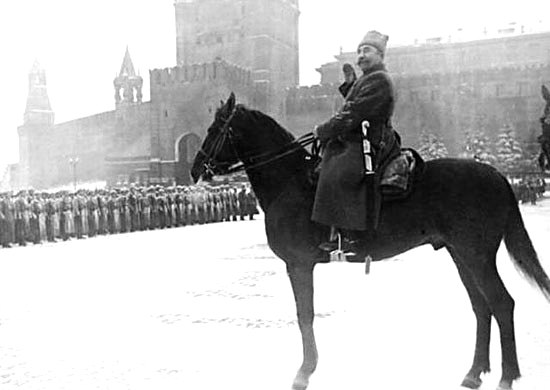
Маршал Советского Союза Семён Будённый принимает военный парад 7 ноября 1941 года на Красной площади в Москве.

Пара́д на Кра́сной пло́щади 7 ноября́ 1941 го́да — военный парад в честь 24-й годовщины Октябрьской революции, проходивший на Красной площади в Москве во время Великой Отечественной войны (1941—1945). Мероприятие готовилось в обстановке строжайшей секретности под названием «Операция войск московского гарнизона» и проводилось в разгар битвы за Москву (30 сентября 1941 — 20 апреля 1942), когда линия фронта находилась всего в нескольких десятках километров от советской столицы. Парад имел большое историческое значение, показав высокую твёрдость духа бойцов и командиров Красной армии и вдохновив тысячи молодых людей со всех уголков Советского Союза записаться на фронт добровольцами.
Одновременно с московским парадом в этот день проходили торжественные военные шествия в городах Куйбышеве и Воронеже. По замыслу советского военного командования, в случае отмены московского парада военный парад в Куйбышеве под командованием генерал-лейтенанта Максима Пуркаева при участии Маршала Советского Союза Климента Ворошилова должен был стать главным и транслироваться по Всесоюзному радио. Воронежский парад начался в 11 часов утра на площади XX-летия Октября, им командовал генерал-лейтенант Фёдор Костенко, а принимал маршал Советского Союза Семён Тимошенко.
Ежегодно 7 ноября, начиная с 2005 года, в честь дня проведения военного парада 7 ноября 1941 года на Красной площади, отмечается день воинской славы России.

## История

### Ситуация в столице

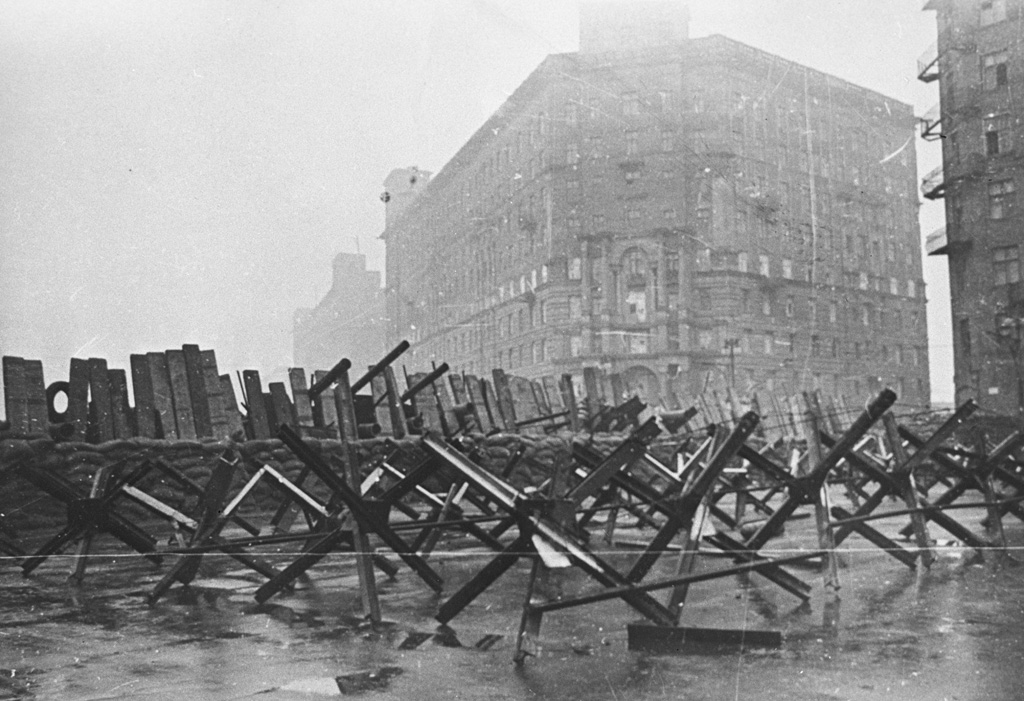
Баррикады на московских улицах, октябрь 1941 года.

В середине июля 1941 года по распоряжению руководства НКВД СССР кремлёвский гарнизон начал подготовку к эвакуации советского правительства. 28 августа из Кремля вывезли секретный архив и другие важные фонды. 15 октября 1941 года было принято постановление, согласно которому наркому внутренних дел Лаврентию Берии и первому секретарю московского обкома КПСС Александру Щербакову предписывалось при вступлении неприятеля в город взорвать все предприятия, склады и учреждения, не подлежащие эвакуации. После этого начался срочный вывод оборонных предприятий и госучреждений из столицы. В тот же день в Куйбышев были переведены Правительство СССР, Верховный Совет, наркомат обороны, дипломатические представительства, а также культурные учреждения. Плановые эвакуации других учреждений проводились заранее. Например, диктор Всесоюзного радио Юрий Левитан произносил свои речи: «Говорит Москва! От Советского информбюро…», находясь в Свердловске. Постановление «Об эвакуации столицы СССР» было принято 15 октября 1941 года.
В это же время в городе распространились панические слухи о том, что столицу покинуло высшее руководство страны — Иосиф Сталин и члены Политбюро. Всеобщее смятение усиливалось из-за слабой инфраструктуры: общественный транспорт и предприятия не работали, многие магазины были закрыты, а в домах отключили центральное отопление. Поскольку Госбанк вывозил наличные деньги из Москвы, многие оставшиеся в городе рабочие не получали заработную плату. Московский метрополитен был закрыт единственный раз в его истории: станции заминировали по распоряжению наркома путей сообщения Лазаря Кагановича. В городе участились случаи грабежей и бандитизма из-за занятости органов НКВД и милиции, поэтому 19 октября в столице были введены осадное положение и комендантский час. В отношении «провокаторов, шпионов и прочих агентов врага, призывающих к нарушению порядка», предусматривались расстрелы на месте. После введения этих мер ситуацию удалось взять под контроль.

### Подготовка марша
«В современной войне очень трудно бороться пехоте без танков и без достаточного авиационного прикрытия с воздуха. Наша авиация по качеству превосходит немецкую авиацию, а наши славные лётчики покрыли себя славой бесстрашных бойцов. Но самолётов у нас пока ещё меньше, чем у немцев. Наши танки по качеству превосходят немецкие танки. А наши славные танкисты и артиллеристы не раз обращали в бегство хвалёные немецкие войска с их многочисленными танками. Но танков у нас всё же в несколько раз меньше, чем у немцев. В этом секрет временных успехов немецкой армии».
Чтобы развеять слухи и поднять моральный дух населения, 24 октября И. В. Сталин вызвал к себе генералов Павла Артемьева и Павла Жигарёва и распорядился о подготовке к параду в условиях полной секретности. Многие представители власти, в том числе Артемьев, были против проведения мероприятия. Несмотря на это, Государственный комитет обороны поддержал решение Сталина отпраздновать 24-ю годовщину Октября. 31 октября советские власти утвердили план проведения военного парада. В обычных условиях подготовка такого мероприятия занимает 1,5—2 месяца, в военное время на это было выделено лишь несколько дней. Из-за секретности многие участники думали, что занимаются строевой подготовкой, а не репетируют шествие. Более того, на тот момент в Москве не было постоянных кадровых частей, приходилось формировать новые.
Накануне празднования 24-й годовщины Великой Октябрьской социалистической революции Москва находилась в осадном положении. Немецкое командование планировало взять столицу до 7 ноября и в этот день устроить на Красной площади собственный праздник — парад нацистских войск. Впоследствии среди трофейных документов обнаружили приглашения и билеты на это мероприятие, а для шествия были изготовлены парадные мундиры, награды «Героям взятия Москвы» и заготовлены материалы для строительства грандиозного монумента. Однако гитлеровская Германия не смогла реализовать военный план «Тайфун».
Вечером 6 ноября, накануне торжественного заседания Моссовета, членам Политбюро, секретарям ЦК, командующим войсками и другим военачальникам было объявлено о проведении парада. Традиционно встреча Моссовета с представителями трудящихся проходила в Большом театре, в 1941-м она состоялась в защищённом месте — на платформе самой глубокой и просторной на тот момент станции метро «Маяковская». Станция была переоборудована в зрительный зал вместимостью до двух тысяч человек, где установили кресла и трибуну, а в припаркованных вагонах поезда поставили столы с закусками и напитками. Во время заседания верховный главнокомандующий Сталин произнёс речь, которую транслировали по радио, а позже передали в виде листовок на оккупированные территории. После официальной части в зале состоялся праздничный концерт с участием оперных певцов Ивана Козловского и Максима Михайлова.
Я помню, как он [Сталин] сумел изменить настроение в партийном и советском аппарате осенью 1941 года. Ведь дела тогда были хуже некуда. Немец под Москвой, город бомбят. В октябре была массовая эвакуация учреждений, больше похожая на паническое бегство. Сам Сталин, как мне говорили, собирался уехать в Куйбышев. Приехал на вокзал, походил вдоль состава, но затем передумал и вернулся в Кремль. И вдруг 6 ноября — торжественное заседание по случаю годовщины Октября на станции метро «Маяковская»… А на следующий день ко мне прибежал товарищ и говорит: «Пошли на Красную площадь, там сейчас парад начнется!» Мы ведь, работая в Кремле, не знали, что готовится парад. Снег шел тяжелый, густой, немецкая авиация налететь не могла, и любо-дорого было смотреть, как подтянутые, крепкие бойцы идут прямо на фронт. Он в два дня всей стране изменил настроение.Заместитель заведующего секретариатом Совнаркома СССР Михаил Смиртюков
В октябре 1941 года дирижёр военный интендант 1-го ранга Василий Агапкин занял пост начальника оркестров Отдельной мотострелковой дивизии особого назначения (ОСДОН) имени Ф. Дзержинского войск НКВД. В начале ноября военный комендант Москвы попросил Агапкина организовать сводный оркестр из находившихся в Москве музыкальных коллективов. Капельмейстер Агапкин был назначен дирижёром общего оркестра, в то же время никто из музыкантов не знал о настоящей цели подготовки. Репетиции проводились сначала в казармах, затем в Манеже. Сводный оркестр насчитывал около 200 человек и состоял из коллективов 1-го, 2-го, 3-го и 10-го полков, кавалерийского полка дивизии, Московского миномётно-артиллерийского училища имени Леонида Красина и Московского военного округа. Также в Москву был направлен оркестр из Горького.
Многие музыканты прибыли на репетицию сводного оркестра, с винтовками, противогазами, обвешанные гранатами. Конечно, никто не знал и не должен был знать о том, что будет парад. На самое начало репетиции приехали маршал С. М. Будённый и комендант города генерал Кузьма Синилов.Музыкант Вячеслав Стейскал
Маршал Советского Союза Семён Будённый, до этого принимавший многие парады и хорошо знавший строевую музыку, лично выбрал четыре марша из предложенных Агапкиным композиций. Советскую армию на победу должны были вдохновить марши «Парад» и «Ленинский призыв» Семёна Чернецкого, «Герой» и «Прощание славянки», которую планировали исполнить дважды — в начале и конце парада. У сводного оркестра было три репетиции, последняя состоялась 6 ноября.
Время проведения парада было перенесено на два часа раньше обычного, он должен был состояться 7 ноября 1941 года в 8 часов утра вместо привычных 10 часов утра. Сталин лично объявил об этом членам Политбюро ЦК, секретарям МК и МГК после заседания Моссовета, а командиры частей узнали о предстоящем мероприятии около 11 часов вечера, приглашённые на Красную площадь представители рабочих получили время парада за три часа до шествия. С начала операции «Тайфун» люфтваффе регулярно бомбило столицу, поэтому парад был под угрозой: осенью 1941-го атаки стали интенсивнее, фугасные бомбы взрывались рядом с Кремлём. Советская авиация 5 ноября провела упреждающую бомбардировку немецких аэродромов по приказу Георгия Жукова. Несмотря на это, днём 6 ноября 250 немецких самолётов совершили налёт на столицу. Благодаря работе зенитчиков и лётчиков ПВО ни один вражеский самолёт не достиг цели, 34 машины люфтваффе были сбиты.
Точный прогноз погоды на 7 ноября не мог быть составлен, потому что все метеостанции на западе города уже были заняты врагом. Накануне парада синоптики Тимирязевской академии во главе с Витольдом Виткевичем, предсказали низкую облачность и снег, которые помешали бы бомбардировке города. Несмотря на метель, московские ПВО находились в полной боевой готовности, чтобы защитить 25-минутный парад. В городе действовали 35 медицинских постов с десятью каретами скорой помощи. На случай возгорания или обрушения зданий, дорог, газовых и электрических сетей около Красной площади были мобилизованы пять восстановительных бригад, полтора десятка пожарных и другая спецтехника. В ночь перед парадом чекисты, охрана и технический персонал осмотрели и запечатали помещения мавзолея Владимира Ленина. По личному распоряжению Сталина были распакованы и зажжены кремлёвские звёзды. Безопасность парада обеспечивалась всеми имеющимися, но малыми силами, бывшими в распоряжении у столицы. Так, кремлёвский комендант располагал только военнослужащими полковой школы, пока командир полка был на посту в командном пункте под Царь-колоколом. В 5 утра к Кремлю отправились колонны войск и приглашённые гости.

### Проведение парада
1. Объезд войск — 5 минут
2. Речь — 5 минут
3. Салют — 1 минута 20 секунд
Прохождение:
4. Пехоты — 30 минут
5. Конницы — 3 минуты
6. Артиллерии на мехтяге — 5 минут
7. Танков — 10 минут
Всего: 1 час 1 минута 20 секунд
Участвовало:
 Пехота — 69 батальонов, 19 044 человека;
Ополченцы — 20 батальонов, 5520 человек;
Конница — 6 сабельных и 1 тачаночный эскадроны, 546 человек;
Танки — 146 единиц, 480 человек;
Артиллерия — 140 орудий, 216 человек.

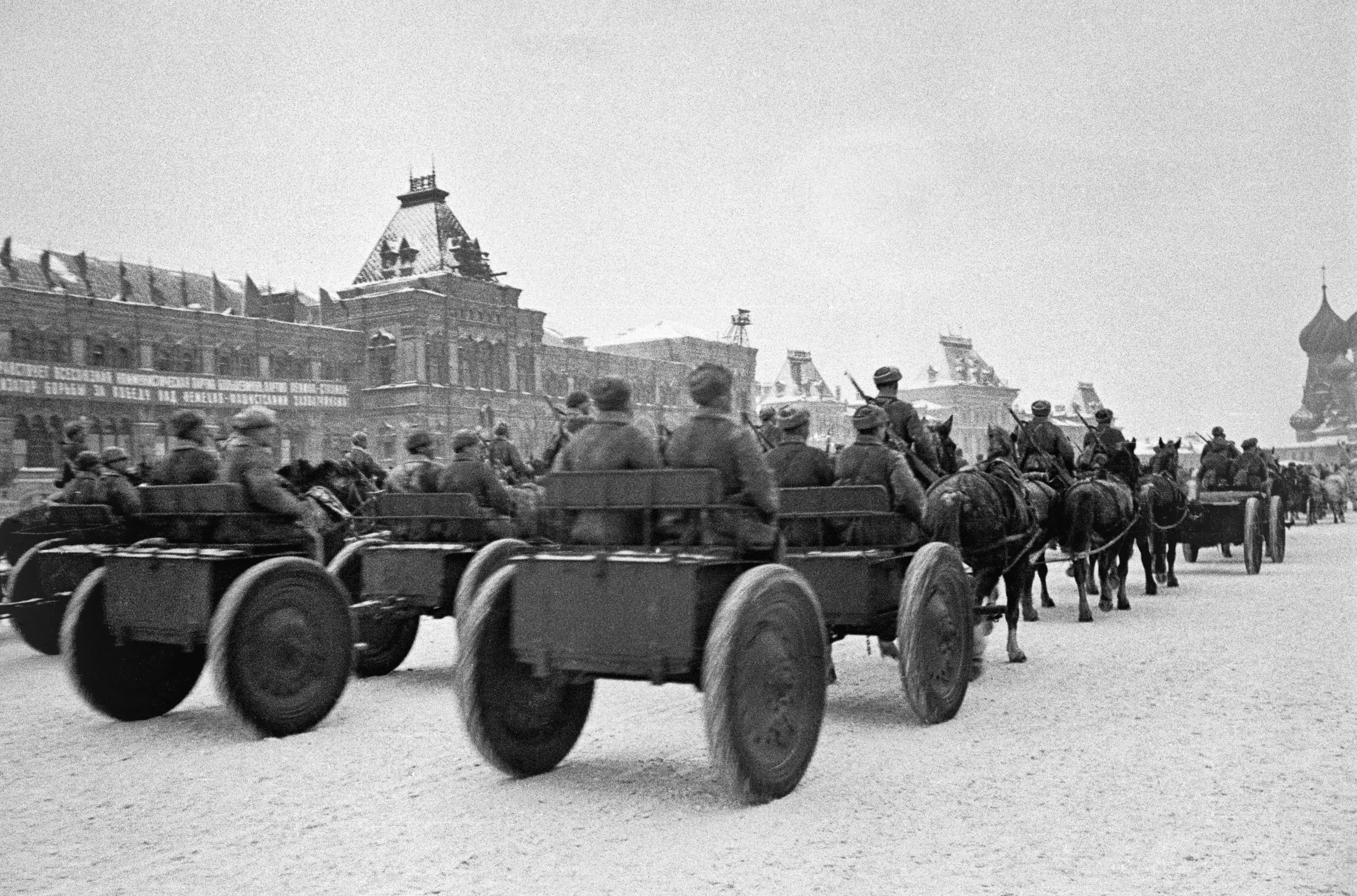
Войска идут по Красной площади

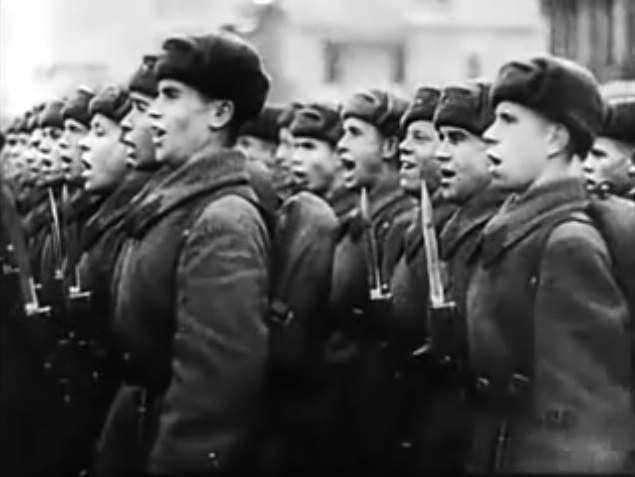
Советские солдаты приветствуют Сталина, кадр из фильма «Разгром немецких войск под Москвой»

Военный парад начался 7 ноября 1941 года в 8 часов утра. Шествие возглавлял военачальник Павел Артемьев. Принимать парад должен был генерал Георгий Жуков, войска которого держали оборону столицы. Однако Жуков был вынужден остаться на командном пункте, а на Красной площади его заменил маршал Семён Буденный.
На трибуне мавзолея расположились Иосиф Сталин, Вячеслав Молотов, Лазарь Каганович, Анастас Микоян, Лаврентий Берия, Георгий Маленков, Александр Щербаков, Николай Кузнецов, Алексей Косыгин и другие государственные деятели. Помимо представителей рабочих и служащих, на парад были приглашены иностранные корреспонденты, которых посадили на гостевые трибуны по обе стороны от мавзолея.
Как вспоминал начальник охраны Сталина Николай Власик, изначально парад должны были транслировать по радио только на площадях Москвы. Однако по поручению главы государства его распространили на весь мир. Парад начался с приветствия маршала Будённого, который выехал на коне из ворот Спасской башни под бой курантов. После выступления Иосифа Сталина сводный оркестр под руководством Агапкина заиграл «Интернационал», а на Софийской набережной устроили орудийный салют. Торжественное движение войск началось под звуки марша «Парад».
Марш открыли курсанты 1-го Московского Краснознамённого артиллерийского училища имени Л. Б. Красина, за ними следовали батальоны училища имени Верховного Совета РСФСР и Окружного военно-политического училища, а также сводные батальоны Московской стрелковой дивизии (ополчение), ОМСДОН войск НКВД и 2-й мотострелковой дивизии особого назначения войск НКВД. Далее следовали полки 332-й Ивановской стрелковой дивизии имени Михаила Фрунзе, 1-й полк отдельной мотострелковой бригады особого назначения НКВД, истребительный мотострелковый полк УНКВД Москвы и Московской области, Московский флотский экипаж, Особый батальон Военного Совета МВО и Московской зоны обороны, батальоны МПВО и Всеобуча. Всего в параде приняли участие 69 батальонов пехоты.
Артиллеристы, пехотинцы, зенитчики и моряки шли по Красной площади с развёрнутыми знамёнами. После них вышла конница, пулемётные тачанки, а также 160 танков: КВ-1, Т-34, Т-60 и БТ-7 31-й и 33-й танковых бригад. Если в шествии в Куйбышеве приняли участие устаревшие типы танков Т-26 и Т-38, то в Москве использовались новые модели, после этого отправленные на фронт. По распоряжению Сталина батальон тяжёлых танков КВ-1 прибыл прямо с завода. Два танка, замыкавшие колонну, дойдя до трибуны, развернулись и уехали в обратном направлении: в секретной сводке отмечалось, что «при выяснении причины следования правой стороной установлено, что эти танки были выделены для дежурства, но не в районе Красной площади».
Военный парад на Красной площади в Москве вселил в советских людей уверенность: все поняли, что если в такой тяжелой обстановке, когда враг у стен Москвы, а в столице традиционно отмечают годовщину Октября, значит, врагу не взять город.Участник войны, мемуарист Пётр Ионочкин
В общей сложности за час по Красной площади прошли 28 467 человек, в том числе: 69 батальонов из 19 044 пехотинцев, 6 сабельных и 1 тачаночный эскадроны из 546 кавалеристов; 5 моторизованных батальонов из 732 стрелков и пулемётчиков, 2165 артиллеристов, 450 танкистов, 5520 ополченцев в числе 20 батальонов. В параде использовали 16 тачанок, 296 пулемётов, 18 миномётов, 12 зенитных пулемётов, 140 артиллерийских орудий и 160 танков. По одной из версий, во время парада военную технику снабдили боеприпасами на случай немедленной мобилизации на фронт. Согласно другой, в целях безопасности у солдат изъяли патроны, а из танков и артиллерийских орудий убрали снаряды.
Советские войска занимали место от Москворецкого моста до Исторического музея.

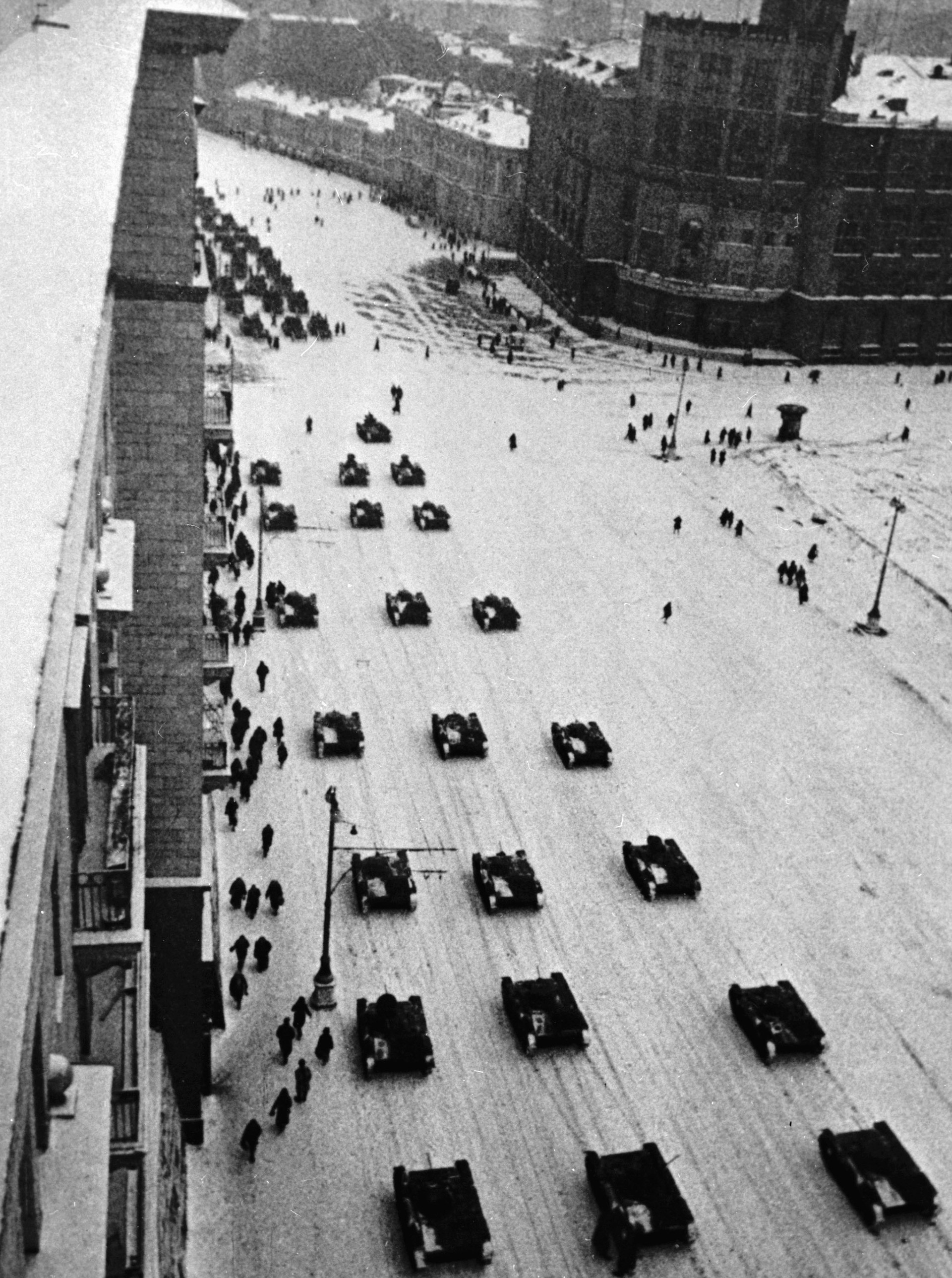
Танки следуют по ул. Горького на фронт

Плохая погода помешала участию 300 подготовленных боевых самолётов. Торжественное шествие длилось 61 минуту 20 секунд и завершилось в 9 часов 30 минут. 
Многие танковые и моторизованные подразделения после парада были отправлены на западный фронт Москвы и распределены по дивизиям.

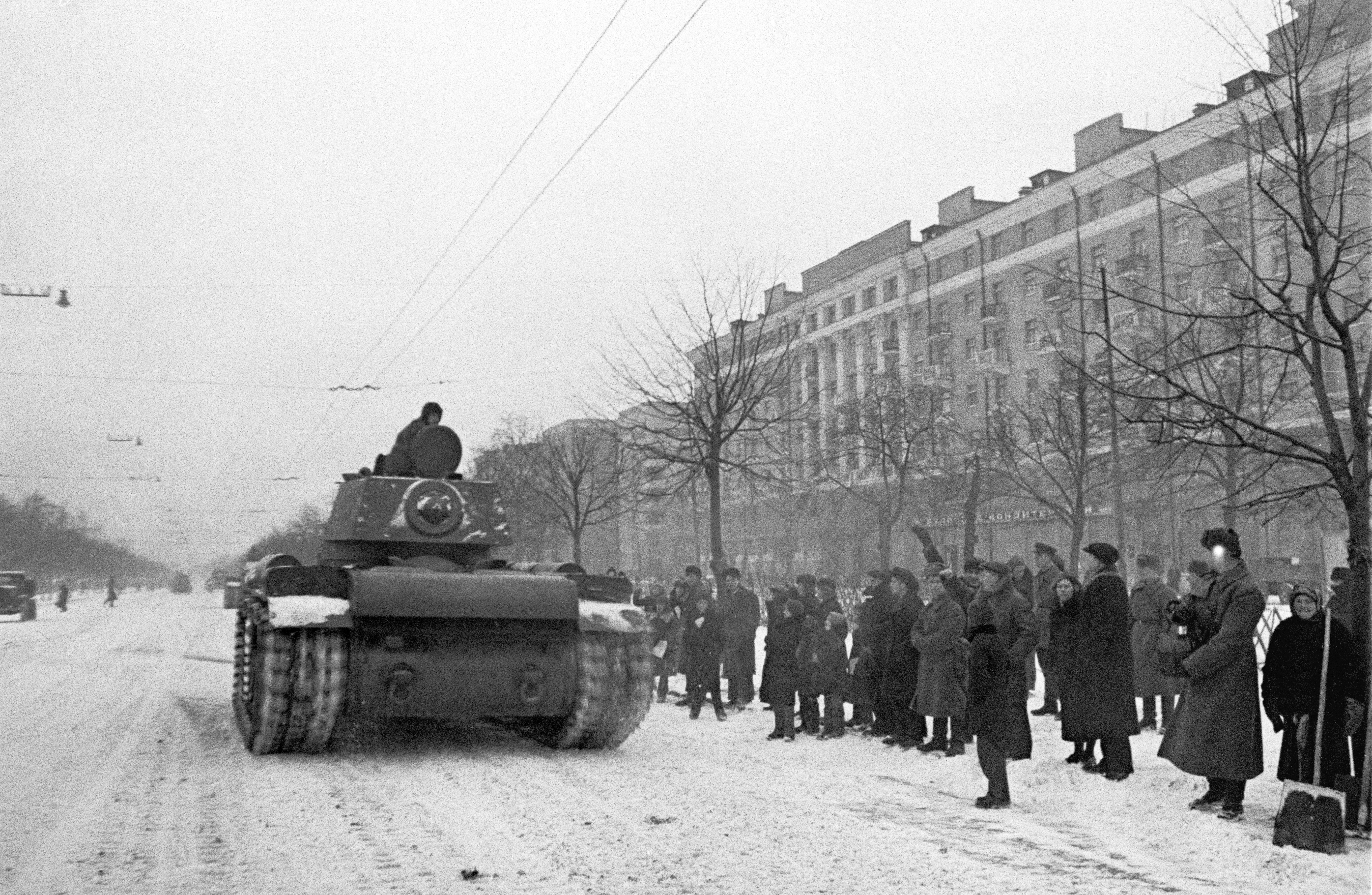
Проводы войск на фронт

Паника была ужасная. И всё-таки Москва работала. Красная Пресня работала. Две недели октября и неделя ноября были ожиданием. Бесконечные бомбёжки, везде пожары, жертвы. 7 ноября мы приехали на Красную площадь и слушали Сталина по радио. И это был перелом.Из воспоминаний Нины Поповой

## Речь Сталина и киносъёмка
Вопреки сложившейся традиции, 7 ноября речь произнёс лично Иосиф Сталин, до этого не выступавший на парадах. По воспоминаниям современников, утром Сталин выбирал головной убор, который должен был надеть на военный парад. Поскольку в столице шёл сильный снег и был мороз, начальник личной охраны предложил надеть зимнюю шапку, но Сталин отказался: «…на фронте ещё не все бойцы и командиры получили зимнее обмундирование, и что они увидят, когда откроют газеты с отчетом о параде? Их руководитель утеплился. Давайте фуражку». Согласно другой версии, Сталин выбрал любимую шапку-ушанку из телячьего меха.
Главнокомандующий обратился к защитникам с напутствием и благодарностью. Он сравнил 1941 год с тяжёлыми годами Гражданской войны и уверил в скорой победе над захватчиком:

Товарищи красноармейцы и краснофлотцы, командиры и политработники, партизаны и партизанки! На вас смотрит весь мир как на силу, способную уничтожить грабительские полчища немецких захватчиков. На вас смотрят порабощённые народы Европы, подпавшие под иго немецких захватчиков, как на своих освободителей. Великая освободительная миссия выпала на вашу долю. Будьте же достойными этой миссии! Война, которую вы ведёте, есть война освободительная, война справедливая. Пусть вдохновляет вас в этой войне мужественный образ наших великих предков — Александра Невского, Димитрия Донского, Кузьмы Минина, Димитрия Пожарского, Александра Суворова, Михаила Кутузова! Пусть осенит вас победоносное знамя великого Ленина! За полный разгром немецких захватчиков! Смерть немецким оккупантам! Да здравствует наша славная Родина, её свобода, её независимость! Под знаменем Ленина — вперёд, к победе!
По мнению историка Ю. В. Емельянова, выступление Сталина явилось кульминацией парада, в то время как немцы стояли в нескольких километрах от Москвы.
Киносъёмку парада вели операторы Центральной студии кинохроники: И. Беляков, М. Беров, Г. Бобров, Т. Бунимович, П. Касаткин, А. Лебедев, М. Сухова, М. Трояновский, В. Цеслюк, В. Штатланд, А. Щекутьев, А. Эльберт. Из-за режима повышенной предосторожности произошла накладка:
Утро 7 ноября 1941 года было морозным. Во дворе киностудии — людно…. Будет ли парад? … Нет ни разрешений на съёмку, ни пропусков на Красную площадь… И вдруг кто-то сообщает: «войска направляются к Красной площади, парад будет!»… Мчимся к Красной площади. Манежная оцеплена, проехать нельзя, выходим из машины. Как пройти дальше без пропуска? Выбегаем на середину улицы и, став спиной к оцеплению, начинаем снимать приближающуюся колонну бойцов; пятясь, продолжаем съёмку с движения. Расчёт верен: никто не спрашивает пропусков у операторов, занятых такой важной съёмкой. Сняты проходы войск… Последнее оцепление — снова применяем свой метод… — проникаем на Красную площадь. Тут же работают операторы, которым, оказывается, сразу после нашего отъезда со студии выдали пропуска, и они нас опередили. Всё же выступление Сталина осталось не заснятым.Из воспоминаний Теодора Бунимовича
По сопоставлениям опубликованных позднее документов высказывается предположение о вине начальника охраны Сталина Николая Власика, не обеспечившего приезд группы операторов вовремя.
Кто-то прошляпил… Пропуска получили в два часа ночи. На мой вопрос — завтра когда? Ответ в 7:30 на студии… Утром чуть не проспал. Вскочил — на часах 7:20. В гараже стоит пикап. … На всякий случай позвонил… Спокойный голос секретаря Ани: «Да пока ничего особенного…» Еду на студию (с Полянки). По пути делаю объезд через Крымский мост. Через Каменный не пустили… Идёт снег… И вдруг врывается сквозь туман и снегопад голос диктора и звуки Красной площади… Я выжимаю до отказа акселератор… В 8:05 на студии. Из ворот выезжают и выбегают операторы…. Немедленно на свой пикап сажаю Лебедева и Щекутьева. Влетаю на своём пикапе чуть ли не на самую площадь. Бросаем его около Забелинского проезда (ныне Кремлёвский проезд)…. Пехота уже прошла. Её хвост успела снять Сухова. … Я снимаю кавалерию, танки… Большими хлопьями идёт снег. Но выступал Сталин, а это никто не снял….Из книги Марка Трояновского «…С веком наравне» 2004
По свидетельству М. Трояновского, сразу же по возвращении киногруппы на студию за Л. Варламовым приехал сотрудник НКВД Матюнин и увёз к А. Щербакову, первому секретарю Московского обкома ВКП(б). Вскоре туда же выехал и Г. Канцельсон, директор студии. Им сообщили, что придают большое значение выступлению Сталина на Красной площади и обязали во что бы то ни стало включить его в монтаж фильма. Через неделю состоялся новый визит руководства студии к Щербакову.
17 ноября получено решение на съёмку Сталина в Кремле. Поручили Варламову и мне. 20-го нам передали текст речи с личными пометками Сталина тех мест, которые обязательно должны войти в картину. Съёмка будет в одном из залов Кремля, где подготовят макет декораций: Мавзолей на фоне Кремлёвской стены. В нервном ожидании мы с Варламовым сутками на дежурстве.Из книги Марка Трояновского «…С веком наравне» 2004
Осуществить съёмку удалось 27 ноября в Георгиевском зале Большого Кремлёвского дворца. Фото реконструированного выступления было опубликовано в газете «Правда» от 12 декабря 1941 года. Снятый материал вошёл сперва в документальный фильм «XXIV Октябрь. Речь И. В. Сталина». Кадры парада с речью Сталина вошли позднее и в документальную ленту Л. Варламова и И. Копалина «Разгром немецких войск под Москвой», получившую в 1943 году «Оскар» за лучший документальный фильм. Этот фильм показывали бойцам на фронте для поддержания боевого духа. Для проката в Америке фильм был перемонтирован, переозвучен и назван Moscow Strikes Back («Москва наносит ответный удар»). Показ картины за рубежом имел политическое значение и воспринимался как аргумент за вступление США в войну.

## Значение парада

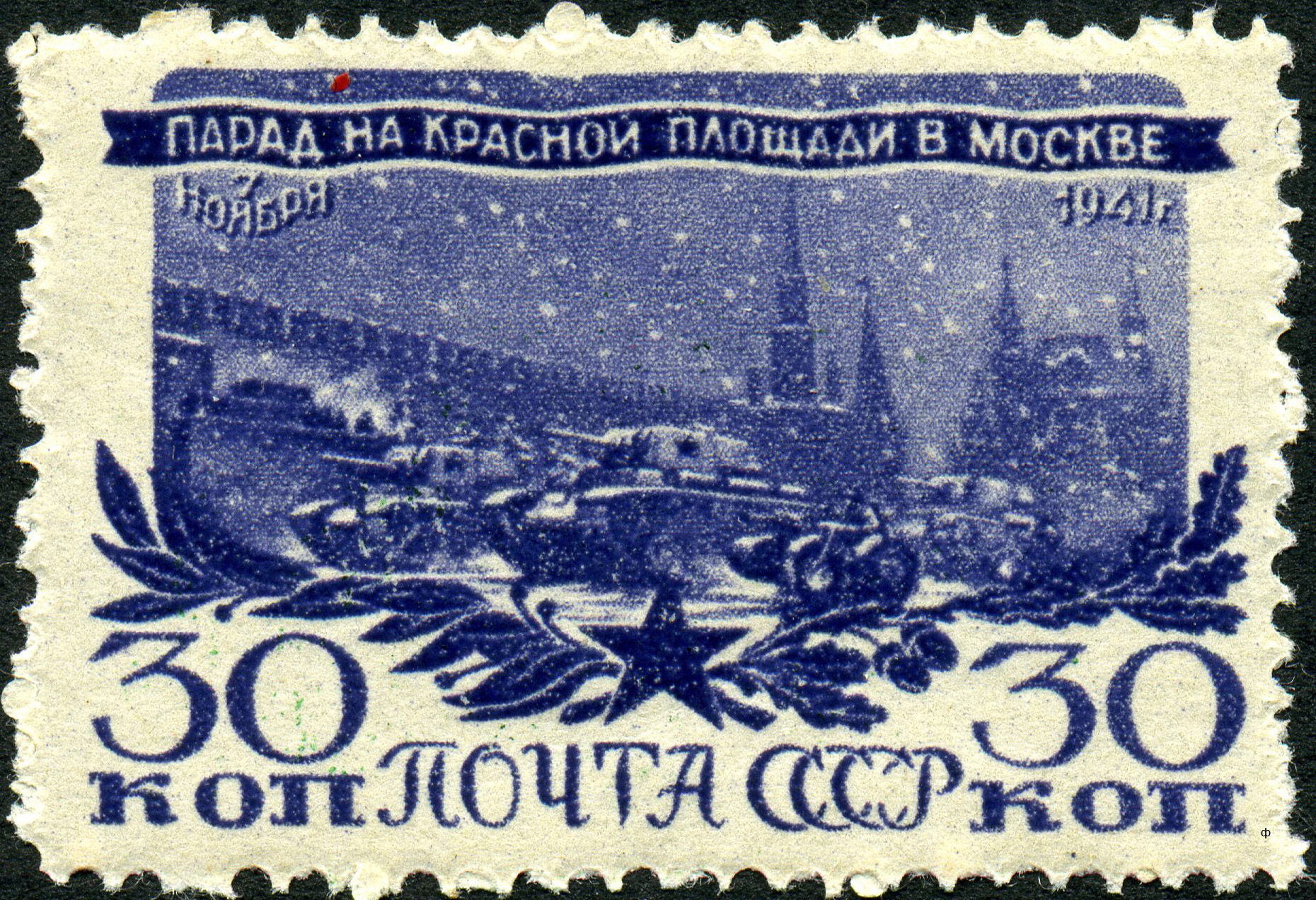
Советская почтовая марка с парадом 7 ноября

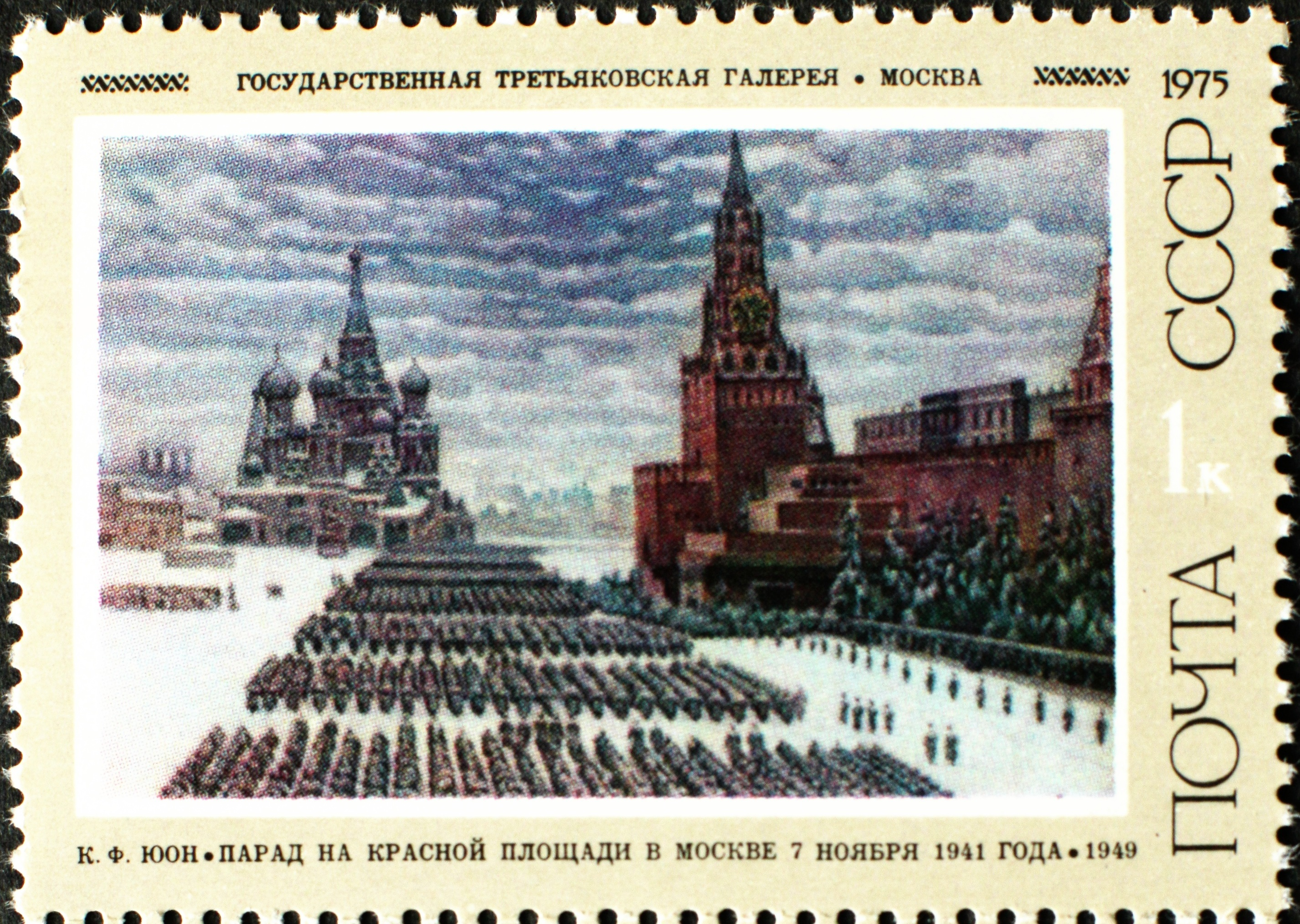
Советская почтовая марка с картиной Константина Юона «Парад на Красной площади в Москве 7 ноября 1941 года», 1975 год

От предшествовавших парадов шествие отличалось тем, что военная техника была снаряжена полным боекомплектом. Артиллерийские части прибыли на Красную площадь прямо с огневых позиций и после парада отправились на фронт. Парад поднял моральный дух военнослужащих и населения. Для многих современников празднование годовщины Октября в военных условиях стало неожиданностью, а фронтовики и работники тыла посчитали это знаком, что Москва сможет выстоять.
Военный парад имел международное значение и способствовал росту престижа СССР. В британской газете «Ньюс кроникл» была опубликована заметка: «Организация в Москве обычного традиционного парада в момент, когда на подступах к городу идут жаркие бои, представляет собой великолепный пример мужества и отваги». В день парада в сербском городе Ужице в знак солидарности с советским народом состоялся марш сербских патриотов в честь Октябрьской революции.

## Реконструкция
В советское послевоенное время на Красной площади регулярно проводили торжественные парады в честь годовщины Октябрьской революции. Последний состоялся 7 ноября 1990 года. Марш ветеранов ноябрьского парада 1941-го впервые прошёл в России в 2000 году. В 2003-м в День воинской славы правительство Москвы организовало торжественное шествие членов детских и молодёжных общественных организаций, кадетов и суворовцев. Через два года годовщину Октября отметили маршем и демонстрацией техники и автомобилей военного времени. С тех пор на Красной площади ежегодно проводится реконструкция парада 1941 года. В 2017-м в честь генерала Павла Артемьева, командовавшего историческим парадом, назвали одну из московских улиц. Спустя год, на 77-ю годовщину военного парада, на Красной площади была устроена театрализованная историческая реконструкция: участники шествия были в советской военной форме 1941 года с муляжами огнестрельного оружия.

## Память
Парад показан в советской киноэпопее «Битва за Москву» (1985).
Ежегодно 7 ноября, начиная с 2005 года, в честь дня проведения военного парада 7 ноября 1941 года на Красной площади, отмечается день воинской славы России.